# Thrypticus minuta
Thrypticus minuta är en tvåvingeart som först beskrevs av Fabricius 1805.  Thrypticus minuta ingår i släktet Thrypticus och familjen styltflugor.
Artens utbredningsområde är Frankrike. Inga underarter finns listade i Catalogue of Life.